# Jurij Mojsejev
Jurij Ivanovič Mojsejev (rusko Юрий Иванович Моисеев), ruski hokejist, * 15. julij 1940, Penza, Rusija, † 23. september, 2005, Moskva, Rusija.
Mojsejev je v sovjetski ligi igral celotno kariero za klub CSKA Moskva, skupno je na 400-ih prvenstvenih tekmah dosegel 193 golov. Za sovjetsko reprezentanco je nastopil na enih olimpijskih igrah, ki so štele tudi za  svetovno prvenstvo in na katerih je osvojil zlato medaljo. Za reprezentanco je nastopil na 37-ih tekmah, na katerih je dosegel trinajst golov. Umrl je leta 2005 v starosti petinšestdesetih let.

## Pregled kariere
Odebeljeno - reprezentančni nastopi, glej tudi Statistika pri hokeju na ledu.
| Moštvo          | Liga            | Sezona |    | Redni del | Redni del | Redni del | Redni del | Redni del | Redni del |   | Končnica | Končnica | Končnica | Končnica | Končnica | Končnica |
| --------------- | --------------- | ------ | -- | --------- | --------- | --------- | --------- | --------- | --------- | - | -------- | -------- | -------- | -------- | -------- | -------- |
| Moštvo          | Liga            | Sezona | OT | G         | P         | T         | +/-       | KM        | OT        | G | P        | T        | +/-      | KM       |          |          |
| Sovjetska zveza | Olimpijske igre | 68     |    | 7         | 2         | 4         | 6         |           | 6         |   |          |          |          |          |          |          |
| Skupaj          |                 |        |    | 7         | 2         | 4         | 6         |           | 6         |   |          |          |          |          |          |          |